# Clement Kiprotich
Clement Kiprotich (* 6. Oktober 1964) ist ein ehemaliger kenianischer Langstreckenläufer, der sich auf Straßenläufe spezialisiert hatte.
1995 gewann er den Paris-Halbmarathon und 1996 den Lissabon-Halbmarathon mit seiner persönlichen Bestzeit von 1:01:15 h. 1998 siegte er beim Paderborner Osterlauf auf der Halbmarathonstrecke und bei den 20 van Alphen. Im selben Jahr und im darauffolgenden half er als Tempomacher seiner Landsfrau Tegla Loroupe bei ihren beiden Marathon-Weltrekorden in Rotterdam bzw. Berlin.